# Banco de Gaia
Banco de Gaia è un progetto musicale di world music fondato dal musicista britannico Toby Marks a Leamington Spa e attivo dagli anni '90.

## Discografia

### Album in studio
- 1991 - Medium
- 1992 - Freeform Flutes and Fading Tibetans
- 1992 - Deep Live
- 1994 - Maya
- 1995 - Last Train to Lhasa
- 1997 - Big Men Cry
- 1999 - The Magical Sounds of Banco de Gaia
- 2000 - Igizeh
- 2004 - You Are Here
- 2006 - Farewell Ferengistan
- 2009 - Memories Dreams Reflections
- 2013 - Apollo
- 2013 - Ollopa:Apollo Remixed

### Album dal vivo
- 1996 - Live at Glastonbury

### Antologie
- 2002 - 10 Years
- 2003 - 10 Years Remixed
- 2011 - Songs From The Silk Road
- 2011 - Rewritten Histories Vol.1 1992 - 1995
- 2012 - Rewritten Histories Vol.2 1996 - 2001

### EP
- 1993 - Desert Wind
- 1994 - Maya
- 1995 - Last Train to Lhasa
- 1997 - Drunk As a Monk Mixes
- 1999 - I Love Baby Cheesy
- 2000 - Obsidian
- 2004 - Zeus No Like Techno / Gray Over Gray
- 2006 - Kara Kum Remixes
- 2013 - Wimble Toot
- 2013 - Apollon
- 2013 - All Sleeping